# Roperuelos del Páramo
Roperuelos del Páramo es un municipio y lugar español de la provincia de León, en la comunidad autónoma de Castilla y León. El municipio está compuesto por tres pueblos: Roperuelos del Páramo, Valcabado del Páramo y Moscas del Páramo. Cuenta con una población de 499 habitantes (INE 2024).

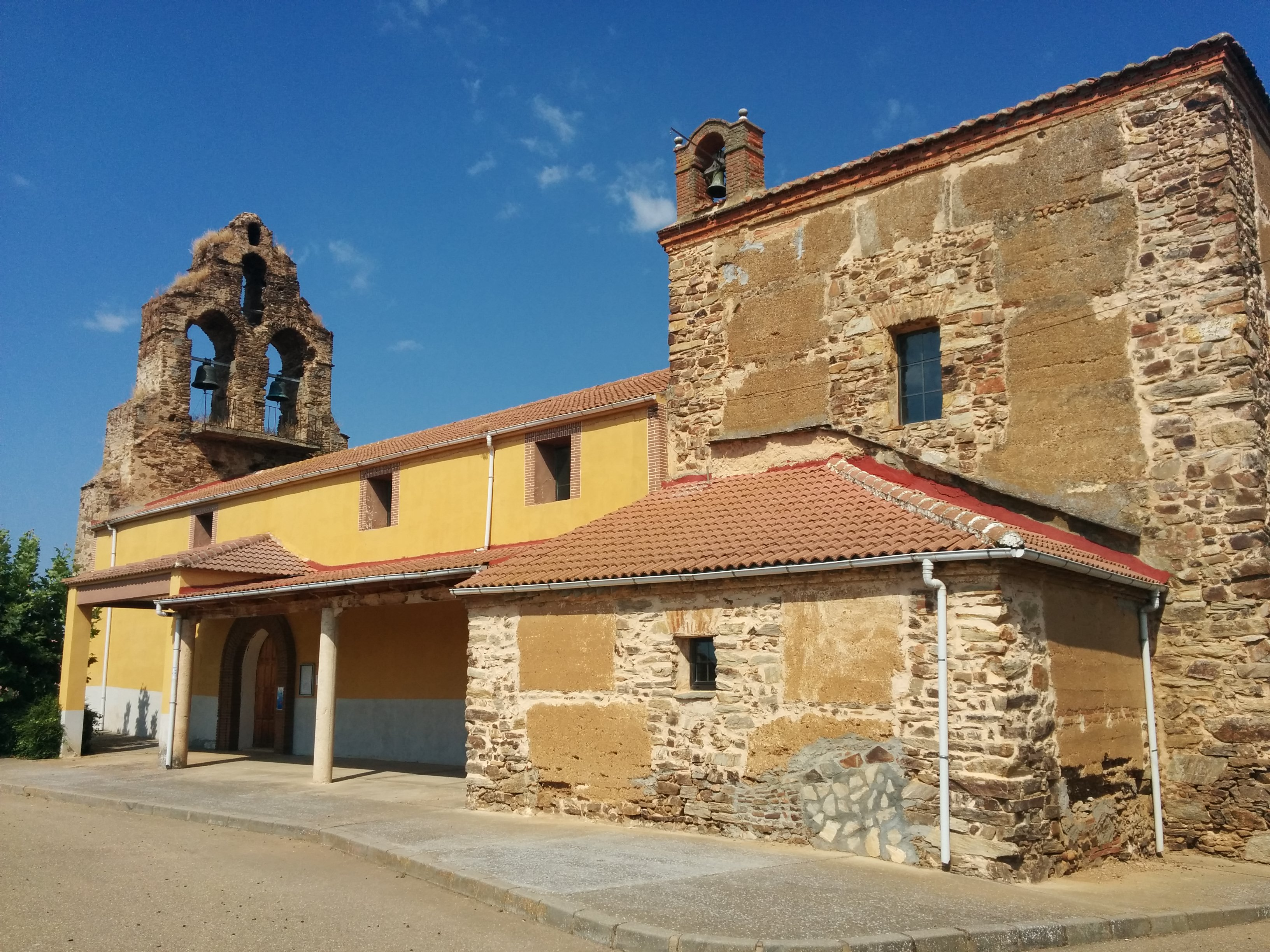
Iglesia de Roperuelos del Páramo

## Geografía
Está integrado en la comarca del Páramo Leonés, situándose a 49 kilómetros de la capital provincial. El término municipal está atravesado por la Autovía del Noroeste entre los pK 286 y 293.
El relieve del municipio es el característico de la comarca a la que pertenece, una altiplanicie situada entre los ríos Órbigo y Esla ligeramente basculada hacia el sur interrumpida por suaves elevaciones con algunos arroyos y canales de riego que conectan con el río Órbigo, que discurre por el oeste del territorio. La altitud del municipio oscila entre los 792 y los 745 metros. El núcleo urbano se alza a 771 metros sobre el nivel del mar.
| Noroeste: Cebrones del Río                   | Norte: Zotes del Páramo | Noreste: Zotes del Páramo |
| Oeste: Cebrones del Río y Quintana del Marco |                         | Este: Zotes del Páramo    |
| Suroeste: Alija del Infantado                | Sur: Pozuelo del Páramo | Sureste: La Antigua       |

## Demografía
Cuenta con una población de 499 habitantes (INE 2024).
| Gráfica de evolución demográfica de Roperuelos del Páramo entre 1857 y 2021 |
| |
| Población de derecho según los censos de población del INE. Población de hecho según los censos de población del INE. En 1857 aparece este municipio porque se segrega de Zotes del Páramo. |